# Ariobarzanes II da Capadócia
Ariobarzanes II, cognominado Filopátor (em grego clássico: Ἀριοϐαρζάνης Φιλοπάτωρ, que ama a seu pai), foi rei da Capadócia de aproximadamente 63 ou 62 a.C. até cerca de 51 a.C. Era filho do rei Ariobarzanes I da Capadócia e de sua esposa, a rainha Atenais Filostorgo I, e sua irmã foi Isias Filostorgo, que casou com o rei Antíoco I Teos de Comagena. Ariobarzanes II tinha ascendência persa e grega.
Ariobarzanes II se casou com a princesa Atenais Filostorgo II, uma das filhas do rei Mitrídates VI do Ponto. Foi um governante ineficaz, necessitando da ajuda de Aulo Gabínio em 57 a.C. para se livrar de seus inimigos. Teve êxito em manter o domínio sobre a Capadócia por cerca de oito anos antes de ser assassinado pelos partas. Com sua esposa, teve dois filhos: Ariobarzanes III da Capadócia e Ariarates X. Foi sucedido por seu primogênito.